# STREET FIGHTER ZERO2 (アルバム)
『STREET FIGHTER ZERO2』（ストリートファイターゼロツー）は、日本のゲームミュージックアルバムである。

## 解説
アーケードゲーム『ストリートファイターZERO2』のオリジナルサウンドトラックである。前作『ストリートファイターZERO』同様、曲は『ストリートファイターII』『ファイナルファイト』からのアレンジ曲と新キャラクターなどの新曲の2部構成である。作曲は下村陽子、「Oyaji」が前作から継続している。2枚組CDで発売された。
ジャケットは「リュウ」「ケン」「さくら」の書き下ろしイラストを採用している。

## 収録曲

### DISK1
1、オープニング
2、ステージSAKURA
3、ステージZANGIEF
4、ステージRYU
5、ステージCHUN-LI
6、ステージSODOM
7、ステージBIRDIE
8、ステージNASH
9、ステージDAN
10、ステージVEGA
11、ステージエンド
12、コンティニュー
13、ヒア・カムズ・ア・ニュー・チャレンジャー
14、エンディングSAKURA1&2
15、エンディングZANGIEF1&2
16、エンディングRYU1&2
17、エンディングCHUN-LI
18、エンディングSODOM
19、エンディングBIRDIE
20、エンディングNASH1&2
21、エンディングDAN
22、エンディングVEGA
23、スタッフ・ロール1
24、ステージSAGAT VS RYU

### DISK2
1、プレイヤー・セレクト
2、VS.
3、ステージDHALSIM
4、ステージROLENTO
5、ステージGEN
6、ステージKEN
7、ステージSAGAT
8、ステージGUY
9、ステージADON
10、ステージROSE
11、ステージGOUKI
12、ゲーム・オーヴァー~ランキング・ディスプレイ
13、エンディングDHALSIM
14、エンディングROLENTO
15、エンディングGEN1&2
16、エンディングKEN
17、エンディングSAGAT
18、エンディングGUY
19、エンディングADON1&2
20、エンディングROSE
21、エンディングGOUKI1&2
22、スタッフ・ロール2
23、スタッフ・ロール3
24、ヴォイス・コレクション
25、SEコレクション
26、アンユーズド・ヴォイス・コレクション